# Gonodonta miranda
Gonodonta miranda är en fjärilsart som beskrevs av Raymundo 1908. Gonodonta miranda ingår i släktet Gonodonta och familjen nattflyn. Inga underarter finns listade i Catalogue of Life.